# Kőkúti Általános Iskola (Tata)
A tatai Kőkúti Általános Iskola a város oktatási intézményeinek egyike, amelyet Tata I. kerületének kiépülőben lévő lakótelepének közelében építettek fel.

## Alapítás
Az iskolát 1983-ban létesítették. Közművelődési környezete kedvező, egy kilométeren belül elérhető a Magyary Zoltán Művelődési Központ és a Móricz Zsigmond Városi Könyvtár, közel van a Kuny Domokos Múzeum és a Görög-Római Szobormásolatok Múzeuma.
Az épületet Lang János tervezte, a KOMÉP volt a kivitelező. A tervek már 1976-ban elkészültek.
A Kőkúti Általános Iskola 1983-ban kezdte meg működését. Alapítása óta évfolyamonként egy-egy testnevelés szakosított tantervű osztályt indít. 2007-től közoktatási típusú sportiskolaként működik. 14 éve szervez tehetséggondozó osztályokat a Kőkút Képességfejlesztő Alapítvánnyal együttműködve (Minerva tagozat).

## Belső tere
Az iskola 16 tanteremmel, tágas aulával, hatalmas, jól felszerelt tornateremmel, könyvtárral, korszerű étteremmel és nagy udvarral, játszóhelyekkel várja a gyerekeket. Az aula tágas, világos, így sokféle rendezvény megvalósítását teszi lehetővé. Az aula egyik falára Varga Bencsik József grafikusművész készített faintarziát, amely csaknem beborítja a főfalat. A Tata múltját, jelenét megfogalmazó alkotás 30 féle fából készült, és a különböző anyagok erezete és színhatása, a fa csodálatos anyagszerűsége hozzájárul a kompozíció szépségéhez. Varga Bencsik József a modern művészet gazdag eszköztárával, de első ránézésre is érthetően fogalmazta meg Tatát. Az intarzia ritmusa ívekből, hajlatokból építkezik, amelyből szépen rajzolódik ki a barokk templom, Tata régi épületeinek jellegzetessége és mai világa.
Az uszodája 16x8,5 méteres medencével rendelkezik, közel 300 általános iskolás és óvodás korú gyermeknek biztosítja az úszástanulás lehetőségét. A gyermekek órarend szerinti formában tanulnak meg úszni.

## Oktatás
Az eredetileg 500 főre tervezett iskolában jelenleg 650 tanulót 58 pedagógus oktat, tanulócsoportban. Kialakítottak egy számítógépes termet, ahol jelenleg 18 db számítógép segíti a tanulókat a korszerű ismeretek elsajátításában, az informatika birodalmában való eligazodásban.
Testnevelés tantárgyból szakosított osztályokat indítottak már az első évtől kezdve.1996-tól induló Minerva tagozatos osztályokban a tanulók igényeinek megfelelően, kiemelt óraszámban és csoportbontásban tanulhatnak egy-egy tantárgyat.
Figyelmet fordítanak arra, hogy a tanórákon a differenciált, személyiségközpontú nevelés érvényesüljön, valamint arra, hogy mind a kiemelkedő tanulókkal, mind a hátrányos helyzetű vagy lassabban haladókkal való foglalkozásra. A tanulók részt vesznek bábfoglalkozásokon, néptáncon, színjátszást tanulnak, furulyáznak, sakkoznak, közlekedési ismereteket sajátítanak el, kézműves foglalkozásokon különböző technikákat ismernek meg, a könyvtárhasználati órákon pedig megtanulják, hogyan kell a könyvtárban kölcsönözni, tájékozódni.
A korábban kötelezően tanult orosz nyelvet a rendszerváltás után a szabad nyelvválasztás váltotta fel. Az orosz szakos tanárok intenzív nyelvi átképzésen vehettek részt, illetve speciális nyelvszakos pedagógusok érkeztek, német és angol nyelvet oktatni. Az amerikai Békeszolgálat (Peace Corps) angol anyanyelvű, amerikai tanárokat delegált az iskolába 1990-ben, így három évig élvezhették diákok ennek előnyeit.

## Sportélet
A Diák Sport Kör (DSK) gazdag programajánlattal rendelkezett, sok túrát, kirándulást, játékos sportvetélkedőt szervezett . Ennek utódjaként jött létre a Szárnyaló Sasok Diáksport Egyesület, később Kőkúti Sasok Diák-sport Egyesület. Fő feladatául tűzte ki a tanulók mindennapi testedzésének eredményes segítését, a versenyek előkészítését, szervezését és megrendezését.

## Versenyek
Minden évben rendeznek szavaló és mesemondó versenyt, kommunikációs vetélkedőt és városi helyesírási versenyt. A Verseghy, Simonyi, Szép Magyar Beszéd levelezős versenyeken tanulók az országos fordulókban is szép eredményeket értek el. A Zrínyi Ilona országos matematikai verseny területi fordulóját 1993-tól szervezi és rendezi az iskola. Az építészeti adottságokat kihasználva, az aulában gyakran rendeznek kiállításokat a gyerekek munkáiból. Ezen kívül városi szintű kiállításoknak, tárlatoknak is helyet adnak, bekapcsolódva a város kulturális életébe.

## Kőkút-hét
Minden év októberében a Kőkút Héten közlekedési verseny, aszfaltrajz-verseny, sportvetélkedők, különféle bemutatók stb. teszik változatossá a délutánokat.
Az első Kőkút Hét keretében készíttették el azt a kő-kutat, ami az iskola helyén állt valamikor. Ettől kezdve minden évben az itt folyó vízből kap minden elsős és ötödikes kisdiák egy pici korsóval, s ezzel jelképesen a Kőkúti Általános Iskola diákjává avatják őket.
Az avató ünnepség alkalmával hírességeket is köszöntöttek, 2011-ben Cseh László, olimpiai ezüstérmes úszó látogatott el az eseményre.

## Alapítvány
1991 decemberében megalakult a Kőkút Képességfejlesztő Alapítvány, melynek az a célja, hogy biztosítsa a lehetőséget az alapellátáson túl az iskolában tanuló gyerekek sokoldalú fejlesztéséhez, képességeik kibontakoztatásához, elősegítse az oktatás feltételeinek javítását. Anyagi támogatást nyújt oktatási eszközök és anyagok beszerzéséhez, a tananyaghoz kapcsolódó, iskolán kívüli tevékenységek megszervezéséhez (kiállítás, kirándulás, hangverseny, múzeum- és színházlátogatás).
Az alapítvány kuratóriuma felügyeli a fenti célok megvalósítását. A szülők és az iskola munkáját támogatók segítették az alapítványt. Ennek segítségével az iskolai könyvtár több pénzt fordíthat dokumentumok beszerzésére, ezzel is segítve a tanulók ismereteinek gyarapodását.

## Külső hivatkozások
- A Kőkúti Általános Iskola története
- Cseh László úszó látogatott a Kőkúti Iskolába
- Tehetséggondozás a Kőkúti Általános Iskolában